# Salvador Lima
Salvador Lima Ruvalcaba (* 1940 en Guadalajara, Jalisco) fue un futbolista mexicano que jugaba en la posición de defensa lateral izquierdo. Jugó para equipos como el SUTAJ y el Guadalajara.
A temprana edad comenzó a jugar en el Racing infantil, luego lo hizo durante un año en el Club Deportivo SUTAJ como interior izquierdo. Después de dos años en la juvenil del mismo equipo, pasó a reservas del Club Deportivo Guadalajara, donde Donaldo Ross lo cambió a la posición de defensa izquierda.
Debutó contra el Oro y formó parte de la Copa de Oro de Occidente de la temporada 1957-1958. Salvador fue uno de los mejores jóvenes que formó el técnico de reservas Jesús Guerrero, Lima se destacó por ser un jugador que podía ocupar cualquier puesto de la zona defensiva.
Fue el húngaro Arpad Fekete quien le dio continuidad en el primer cuadro del Guadalajara, sobre todo para disputar partidos de la Copa México, el apasionamiento de Lima por el fútbol era tanto que cuando Fekete no lo citaba para jugar iba en busca de oportunidad para participar como "Cachirul" con el equipo del Atlético Latino de Tercera Fuerza.

## Palmarés

### Campeonatos nacionales
| Título                    | Club                       | País   | Año     |
| ------------------------- | -------------------------- | ------ | ------- |
| Primera división mexicana | Club Deportivo Guadalajara | México | 1958/59 |
| Campeón de Campeones      | Club Deportivo Guadalajara | México | 1959    |
| Primera división mexicana | Club Deportivo Guadalajara | México | 1959/60 |
| Campeón de Campeones      | Club Deportivo Guadalajara | México | 1960    |